# Le Mesnil-Villement
Ne pas confondre avec Le Mesnil-Villeman (Manche)
Le Mesnil-Villement est une commune française, située dans le département du Calvados en région Normandie, peuplée de 284 habitants.

## Géographie
Le Mesnil-Villement est située dans la vallée de l'Orne, entre le pays de Falaise et la Suisse normande ; à trois minutes de Pont-d'Ouilly et du site de la Roche d'Oëtre. Le paysage très vallonné est idéal pour des randonnées.

### Hydrographie
La commune est située dans le bassin Seine-Normandie. Elle est drainée par l'Orne, la Rouvre, le ruisseau du Val Corbel, le fossé 01 de la Fouillerie et un autre petit cours d'eau,.
L'Orne, d'une longueur de 170 km, prend sa source dans la commune d'Aunou-sur-Orne et se jette  dans l'embouchure de l'Orne à Merville-Franceville-Plage, après avoir traversé 60 communes. Les caractéristiques hydrologiques de l'Orne sont données par la station hydrologique située sur la commune. Le débit moyen mensuel est de 15,9 m3/s. Le débit moyen journalier maximum est de 228 m3/s, atteint lors de la crue du 28 décembre 1999. Le débit instantané maximal est quant à lui de 259 m3/s, atteint le 5 janvier 2001.
La Rouvre, d'une longueur de 46 km, prend sa source dans la commune de Beauvain et se jette  dans l'Orne sur la commune, après avoir traversé 17 communes. 

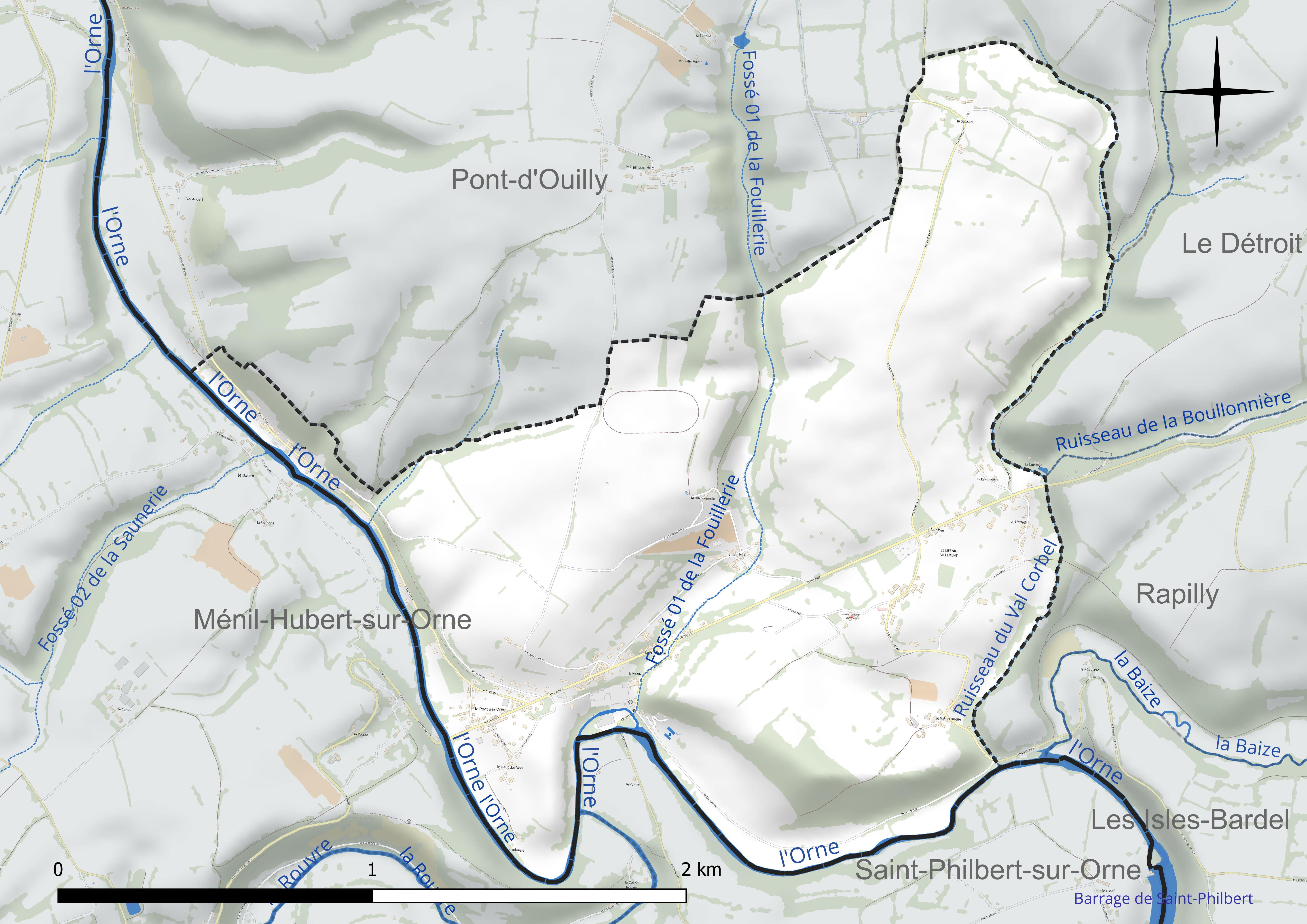
Réseau hydrographique du Mesnil-Villement.

### Climat
Pour des articles plus généraux, voir Climat de la Normandie et Climat du Calvados.
En 2010, le climat de la commune est de type climat océanique altéré, selon une étude du CNRS s'appuyant sur une série de données couvrant la période 1971-2000. En 2020, Météo-France publie une typologie des climats de la France métropolitaine dans laquelle la commune est exposée à un climat océanique et est dans la région climatique  Normandie (Cotentin, Orne), caractérisée par une pluviométrie relativement élevée (850 mm/a) et un été frais (15,5 °C) et venté. Parallèlement le GIEC normand, un groupe régional d'experts sur le climat, différencie quant à lui, dans une étude de 2020, trois grands types de climats pour la région Normandie, nuancés à une échelle plus fine par les facteurs géographiques locaux. La commune est, selon ce zonage, exposée à un « climat contrasté des collines », correspondant au Bocage normand, bien arrosé, voire très arrosé sur les reliefs les plus exposés au flux d'ouest, et frais en raison de l'altitude.
Pour la période 1971-2000, la température annuelle moyenne est de 10,5 °C, avec  une amplitude thermique annuelle de 12,6 °C. Le cumul annuel moyen de précipitations est de 790 mm, avec 11,8 jours de précipitations en janvier et 7,9 jours en juillet. Pour la période 1991-2020, la température moyenne annuelle observée sur la station météorologique la plus proche, située sur la commune de Pierrefitte-en-Cinglais à 6 km à vol d'oiseau, est de 11,2 °C et le cumul annuel moyen de précipitations est de 806,5 mm,. Pour l'avenir, les paramètres climatiques de la commune estimés pour 2050 selon différents scénarios d'émission de gaz à effet de serre sont consultables sur un site dédié publié par Météo-France en novembre 2022.

## Urbanisme

### Typologie
Au 1er janvier 2024, Le Mesnil-Villement est catégorisée commune rurale à habitat dispersé, selon la nouvelle grille communale de densité à 7 niveaux définie par l'Insee en 2022.
Elle est située hors unité urbaine et hors attraction des villes,.

### Occupation des sols
L'occupation des sols de la commune, telle qu'elle ressort de la base de données européenne d'occupation biophysique des sols Corine Land Cover (CLC), est marquée par l'importance des territoires agricoles (88 % en 2018), une proportion identique à celle de 1990 (88 %). La répartition détaillée en 2018 est la suivante : 
terres arables (34,2 %), prairies (29,4 %), zones agricoles hétérogènes (24,4 %), zones urbanisées (7,4 %), forêts (4,5 %). L'évolution de l'occupation des sols de la commune et de ses infrastructures peut être observée sur les différentes représentations cartographiques du territoire : la carte de Cassini (XVIIIe siècle), la carte d'état-major (1820-1866) et les cartes ou photos aériennes de l'IGN pour la période actuelle (1950 à aujourd'hui).

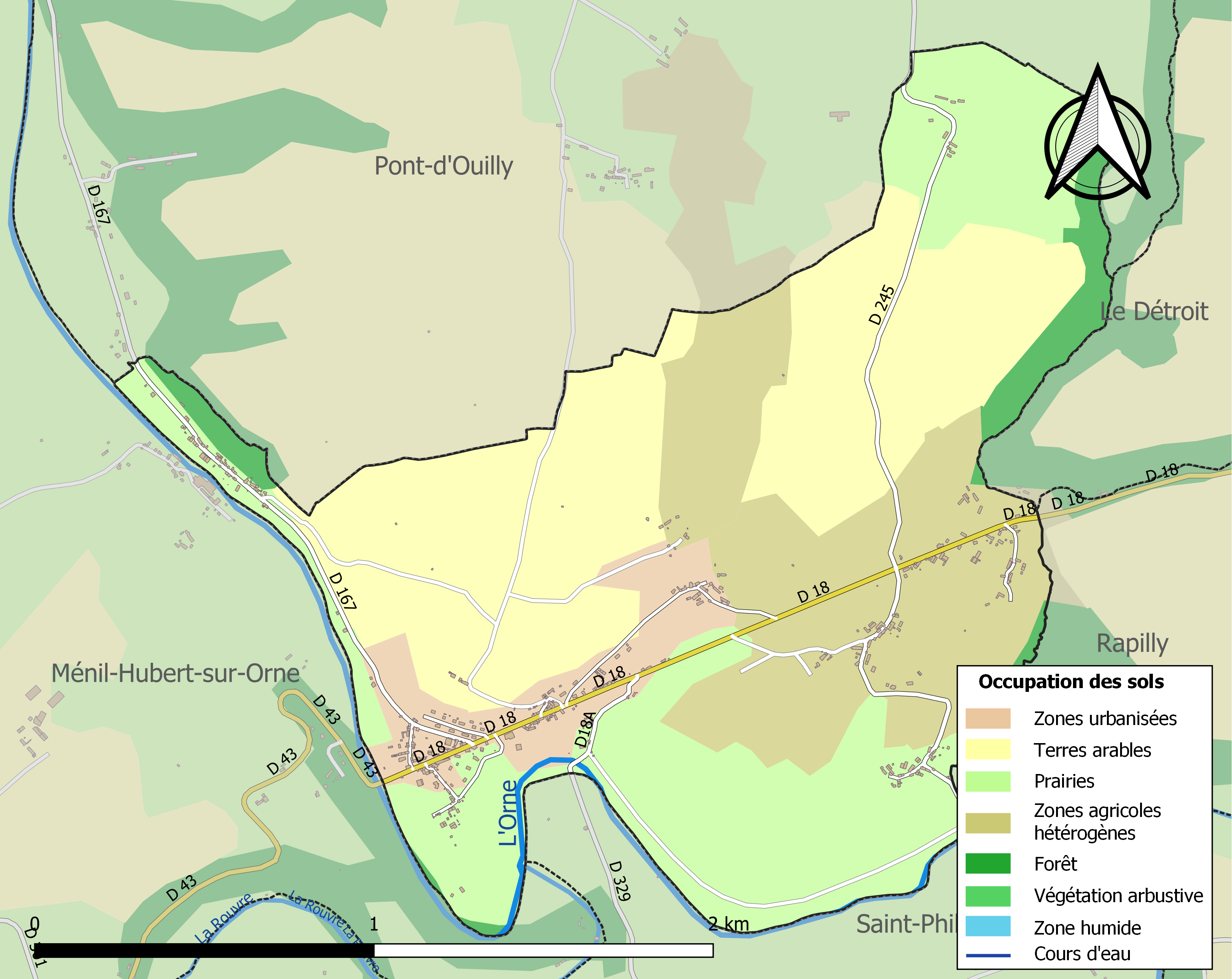
Carte des infrastructures et de l'occupation des sols de la commune en 2018 (CLC).

## Toponymie
Le nom de la localité est attesté sous les formes Maisnillum Winement en 1198, ; Mesnillum Wineman en 1335 (Pouillé Sées) ; Menil Villement en 1793 ; Mesnil-Vilment en 1801.
Il s'agit d'une formation toponymique médiévale en Mesnil- « habitation ». L'ancien français mesnil est à l'origine de nombreux toponymes, notamment en Normandie. Les Mesnil sont souvent différenciés par un anthroponyme, généralement le propriétaire du lieu. Dans le cas présent, le nom de personne germanique Winemannus a été proposé,, par germanique, il faut entendre « germanique occidental et continental ».
Remarque : en Normandie, les toponymes en -mesnil / Mesnil- sont souvent associés à un nom de personne scandinave, anglo-scandinave ou anglo-saxon. L'anthroponyme Wineman existe aussi en vieil anglais, adapté en Vinaman en vieux norrois (vieux suédois Winamannus - avec une désinence -us qui latinise). La finale francisée -ent est caractéristique des noms normands en -man(n) dans la partie orientale de la région cf. Dodeman / Doudement ; Bruman / Brument ; etc.
Homonymie avec Le Mesnil-Villeman (Manche, Mesnil Vineman 1102).

## Politique et administration
| Période                                  | Période   | Identité       | Étiquette | Qualité                    |
| ---------------------------------------- | --------- | -------------- | --------- | -------------------------- |
| 1995                                     | mars 2014 | Roland Leroyer | SE        | Agent de maîtrise          |
| mars 2014                                | En cours  | André Lecoq    | SE        | Retraité (travaux publics) |
| Les données manquantes sont à compléter. |           |                |           |                            |

Le conseil municipal est composé de onze membres dont le maire et deux adjoints.

## Démographie
L'évolution du nombre d'habitants est connue à travers les recensements de la population effectués dans la commune depuis 1793. Pour les communes de moins de 10 000 habitants, une enquête de recensement portant sur toute la population est réalisée tous les cinq ans, les populations de référence des années intermédiaires étant quant à elles estimées par interpolation ou extrapolation. Pour la commune, le premier recensement exhaustif entrant dans le cadre du nouveau dispositif a été réalisé en 2005.
En 2022, la commune comptait 284 habitants, en évolution de −5,65 % par rapport à 2016 (Calvados : +1,58 %, France hors Mayotte : +2,11 %).
| 1793 | 1800 | 1806 | 1821 | 1831 | 1836 | 1841 | 1846 | 1851 |
| ---- | ---- | ---- | ---- | ---- | ---- | ---- | ---- | ---- |
| 432  | 325  | 510  | 453  | 545  | 544  | 554  | 582  | 584  |

| 1856 | 1861 | 1866 | 1872 | 1876 | 1881 | 1886 | 1891 | 1896 |
| ---- | ---- | ---- | ---- | ---- | ---- | ---- | ---- | ---- |
| 563  | 600  | 551  | 489  | 492  | 425  | 420  | 425  | 610  |

| 1901 | 1906 | 1911 | 1921 | 1926 | 1931 | 1936 | 1946 | 1954 |
| ---- | ---- | ---- | ---- | ---- | ---- | ---- | ---- | ---- |
| 598  | 538  | 474  | 438  | 497  | 582  | 524  | 511  | 508  |

| 1962 | 1968 | 1975 | 1982 | 1990 | 1999 | 2005 | 2006 | 2010 |
| ---- | ---- | ---- | ---- | ---- | ---- | ---- | ---- | ---- |
| 486  | 456  | 416  | 354  | 302  | 283  | 285  | 286  | 291  |

| 2015 | 2020 | 2022 | - | - | - | - | - | - |
| ---- | ---- | ---- | - | - | - | - | - | - |
| 301  | 291  | 284  | - | - | - | - | - | - |

## Lieux et monuments
- L'église Saint-Pierre.

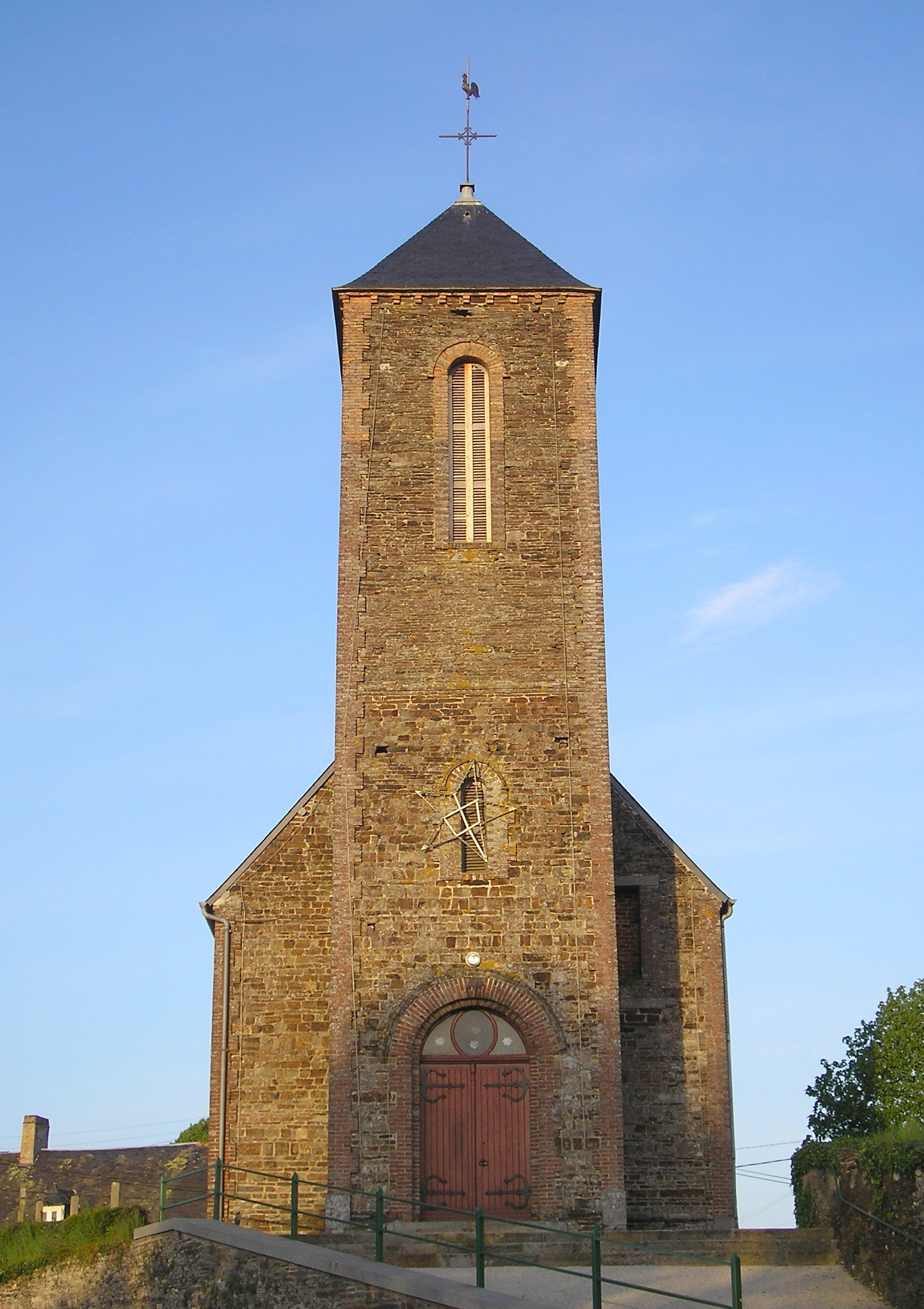
L'église Saint-Pierre.

- L'ancienne gare du Mesnil-Villement.
- Le viaduc de la Fouillerie.

## Personnalités liées à la commune
- Pierre Desvages (né en 1867 au Mesnil-Villement-1933), coureur cycliste professionnel, il participa au premier Tour de France en 1903, qu'il termina à la vingtième place.